# Lückstedt
Lückstedt ist ein Ortsteil der Gemeinde Altmärkische Höhe im Landkreis Stendal in Sachsen-Anhalt.

## Geographie
Lückstedt, ein Straßendorf mit Kirche, liegt in der nördlichen Altmark zwischen den Städten Osterburg (Altmark), Seehausen (Altmark) und Arendsee (Altmark), die zwischen 13 und 15 Kilometer entfernt sind.

## Geschichte

### Mittelalter bis Neuzeit
Im Jahre 1338 wurde ein Petro Lucstede in Salzwedel erwähnt.
Die erste Erwähnung von Lückstedt stammt aus dem Jahre 1350 als villa Lucstede. Im Landbuch der Mark Brandenburg von 1375 wird das Dorf als Luͤkstede aufgeführt. Von den 12 Hufen waren 6 wüst. Weitere Nennungen sind 1600 Lückstedte und 1687 Lückstede.
Am östlichen Ortsausgang in Richtung Dewitz stand eine Windmühle, die schon 1745 genannt wurde. Etwas weiter außerhalb lag der Haltepunkt Lückstedt-Dewitz der Bahnstrecke Stendal–Arendsee.

### Herkunft des Ortsnamens
Die erste Silbe des Namens wird als Eigenname „Luka“ oder als eine Pflanzenbezeichnung gedeutet.

### Schule
Bereits 1842 gab es ein Schulhaus mit einem Lehrer im Dorf. Bis 1945 war die Schule einklassig, dann bis 1950 zweiklassig. Später unter Einbeziehung der Nachbarorte mehrklassig. 1953/54 wurden vier Klassenräume neu gebaut. 1983/84 kam noch ein Neubau hinzu, so dass fast alle Schüler bis zur 10. Klasse unterrichtet werden konnten. Die Sekundarschule Lückstedt wurde im Jahre 2005 geschlossen.

### Landwirtschaft
Bei der Bodenreform im Jahre 1945 wurden 48 Besitzungen unter 100 Hektar mit zusammen 404 Hektar erfasst. Zwei Kirchenbesitzungen hatten zusammen 2 Hektar und eine Gemeindebesitzung 2 Hektar landwirtschaftliche Nutzfläche. Erst im Jahre 1960 entstand die erste Landwirtschaftliche Produktionsgenossenschaft vom Typ I die LPG „Klein Berlin“. Sie wurde 1974 an LPG an die LPG Typ III „Altmark“ in Bretsch angeschlossen. Später wurde diese Genossenschaft in die Großbetriebe LPG Pflanzenproduktion „Fortschritt“ und LPG Tierproduktion „Altmärkische Höhe“ überführt. Die Betriebe wurden nach 1990 aufgelöst. Die Flächen bewirtschaftet heute die Agrargenossenschaft Lückstedt.

### Eingemeindungen
Bis 1807 gehörte das Dorf zum Arendseeischen Kreis der Mark Brandenburg in der Altmark. Zwischen 1807 und 1813 lag es im Kanton Bretsch auf dem Territorium des napoleonischen Königreichs Westphalen. Ab 1816 gehörte die Gemeinde zum Kreis Osterburg, dem späteren Landkreis Osterburg.
Am 25. Juli 1952 wurde die Gemeinde Lückstedt in den Kreis Osterburg umgegliedert. Am 1. April 1974 wurden die Gemeinden Stapel und Wohlenberg aus dem gleichen Kreis aufgelöst und in die Gemeinde Lückstedt eingemeindet. Am 1. Juli 1994 kam die Gemeinde Lückstedt zum heutigen Landkreis Stendal.
Bis zum 31. Dezember 2009 war Lückstedt eine selbständige Gemeinde mit den Ortsteilen Stapel und Wohlenberg und gehörte der jetzt aufgelösten Verwaltungsgemeinschaft Seehausen (Altmark) an, die von 1992 bis 2004 ihren Sitz im Lückstedt hatte.
Durch einen Gebietsänderungsvertrag haben die Gemeinderäte der Gemeinden Boock, Bretsch, Gagel, Heiligenfelde, Kossebau, Losse und Lückstedt beschlossen, dass ihre Gemeinden aufgelöst und zu einer neuen Gemeinde mit dem Namen Altmärkische Höhe vereinigt werden. Dieser Vertrag wurde vom Landkreis als unterer Kommunalaufsichtsbehörde genehmigt und trat am 1. Januar 2010 in Kraft.
Somit kamen am 1. Januar 2010 die Ortsteile Lückstedt, Stapel und Wohlenberg zur neuen Gemeinde Altmärkische Höhe.

### Einwohnerentwicklung
| Jahr | Einwohner |
| ---- | --------- |
| 1734 | 96        |
| 1774 | 121       |
| 1789 | 96        |
| 1798 | 111       |
| 1801 | 124       |
| 1818 | 159       |
| 1840 | 176       |
| 1864 | 315       |

| Jahr | Einwohner |
| ---- | --------- |
| 1871 | 299       |
| 1885 | 270       |
| 1892 | [00]268   |
| 1895 | 275       |
| 1900 | [00]268   |
| 1905 | 285       |
| 1910 | [00]281   |
| 1925 | 312       |

| Jahr | Einwohner |
| ---- | --------- |
| 1939 | 309       |
| 1946 | 472       |
| 1964 | 335       |
| 1971 | 319       |
| 1981 | 680       |
| 1993 | 650       |
| 2006 | 579       |
| 2008 | 548       |

| Jahr | Einwohner |
| ---- | --------- |
| 2011 | [00]240   |
| 2012 | [00]243   |
| 2014 | [00]236   |
| 2020 | [00]205   |
| 2021 | [00]198   |
| 2022 | [0]191    |
| 2023 | [0]200    |

Quelle, wenn nicht angegeben, bis 2006:

## Religion
Die evangelische Kirchengemeinde Lückstedt gehörte früher zur Pfarrei Kossebau. Die Kirchengemeinde wird heute betreut vom Pfarrbereich Kossebau im Kirchenkreis Stendal im Bischofssprengel Magdeburg der Evangelischen Kirche in Mitteldeutschland.
Die katholischen Christen gehören zur Pfarrei St. Anna in Stendal im Dekanat Stendal im Bistum Magdeburg.

## Politik

### Bürgermeister
Der letzte Bürgermeister der Gemeinde Lückstedt war Paul Wolf.

## Kultur und Sehenswürdigkeiten
- Die evangelische Dorfkirche Lückstedt, ein im Ursprung spätromanischer Feldsteinbau, stammt aus den Jahren zwischen 1120 und 1150, einer Zeit als Albrecht der Bär Markgraf in Salzwedel war. Sie wurde im Dreißigjährigen Krieg beschädigt. 1648 wurde sie im Fachwerkstil wiederaufgebaut.[19] Die Kirche ist St. Georg geweiht, wie aus einem Lehnbrief für die von Jagow hervorgeht.[2][17]
- An der Kirche in Lückstedt steht ein Denkmal für die Kriegstoten beider Weltkriege, eine Säule mit Adler.[20]
- Die Altmarkhalle, die Einfeldsporthalle der früheren Schule aus dem Jahre 2000, wird für Veranstaltungen genutzt.

### Vereine
Im Vereinsregister des Amtsgerichts Stendal wurden 2019 aufgeführt:
- Rassegeflügelzuchtverein „Altmark“ Lückstedt und Umgebung e. V.
- Turn- und Sportverein Lückstedt 76 e. V.

## Wirtschaft und Infrastruktur
- Der Konsum Lückstedt ist ein Laden zur Nahversorgung.[22] Er war im Jahre 1955 im Saal der Gaststätte als Landwarenhaus entstanden.[9]
- Der bedeutendste landwirtschaftliche Betrieb ist die Agrargenossenschaft Lückstedt.

### Verkehrsanbindung
- Von Lückstedt aus bestehen Straßenverbindungen in die umliegenden Städte Salzwedel, Seehausen (Altmark), Arendsee (Altmark) und Osterburg (Altmark).
- Es verkehren Linienbusse und Rufbusse von stendalbus.[23]